# Суд Європейського Союзу

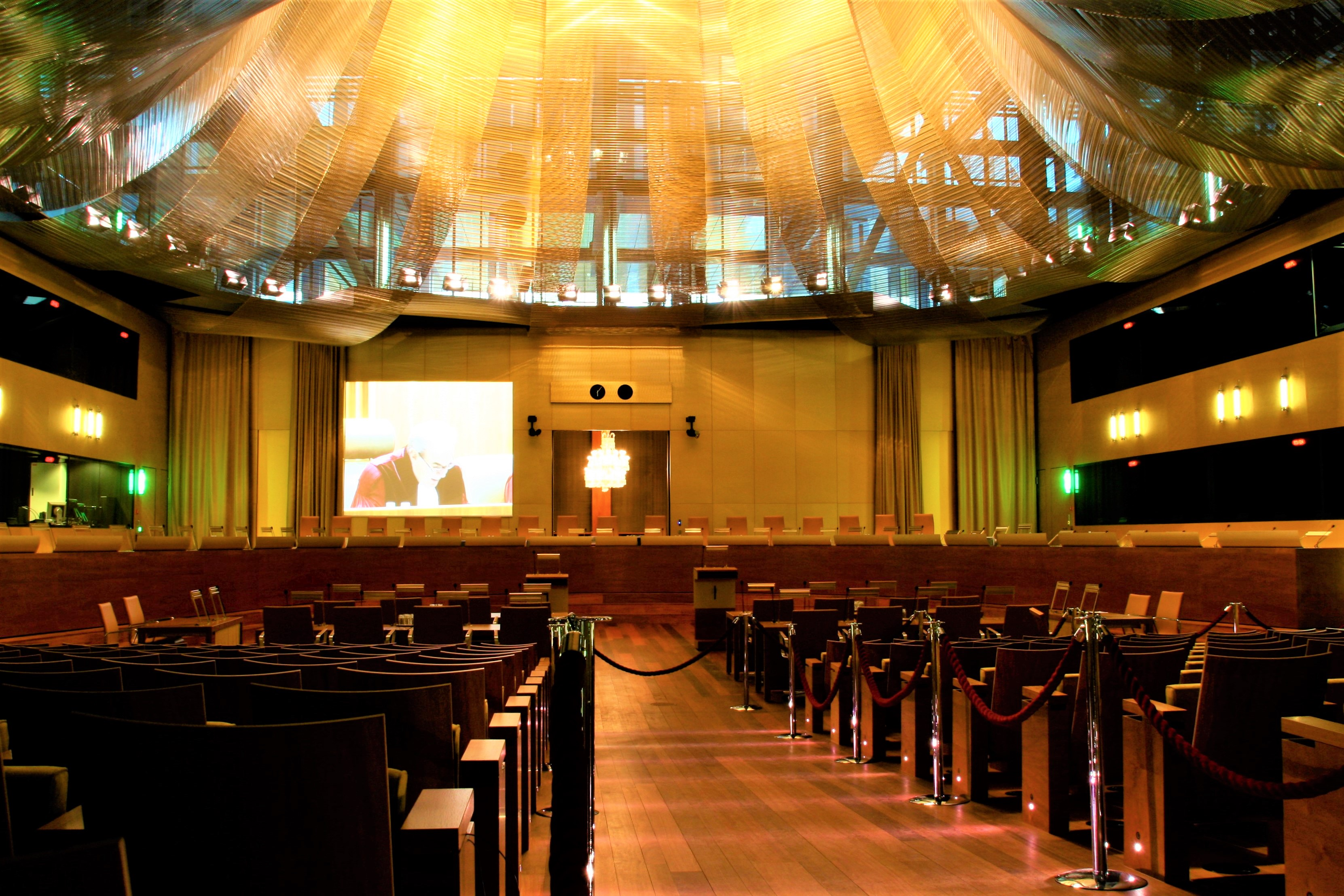
Головний зал суду.

Суд Європе́йського Сою́зу (офіційно Суд Справедли́вости Європе́йського Сою́зу (ССЄС), іноді Ку́рія; лат. Curia) — судова гілка Європейського Союзу. Розташований у кварталі Кірхберг міста Люксембург в Люксембурзі, ця інституція складається з двох окремих судів: Суд Справедливости та Загального Суду. З 2005 по 2016 рік також існував Трибунал публічної служби. Він має судову систему sui generis, що означає «єдиний у своєму роді», і є наднаціональною інституцією.
Суд Європейського Союзу був заснований відповідно до Угоди про Європейську Спільноту з вугілля та сталі у 1952 році як Суд Європейської Спільноти з вугілля та сталі. З набранням чинности Римськими договорами в 1958 році Суд став спільним інститутом для трьох Спільнот (ЄСВС, ЄЕС, Євроатом). З набранням чинности Лісабонського договору у 2009 році назву Суду було змінено на теперішню.
Відповідно до статті 19 Договору про Європейський Союз «Суд Справедливості Європейського Союзу повинен включати Суд Справедливости, Загальний Суд та спеціалізовані суди».
Таким чином, термін «Суд Справедливости Європейського Союзу» позначає всю судову систему ЄС в сукупності і включає:
- Суд Справедливості — найвища ланка судової системи Європейського Союзу;
- Загальний Суд (раніше Трибунал першої інстанції створений у 1989 році та перейменований Лісабонським договором на Трибунал);

Трибунал публічної служби (створений у 2004 році, припинений у 2016 році) також був елементом судової системи, але, через неспіврозмірність користі від існування та фінансових витрат на утримання, трибунал був розформований, а його функції передані Загальному Суду. Трибунал публічної служби був єдиним спеціалізованим судом, створеним до цього часу.

## Історія створення
Суд Європейського союзу був створений у 1952 році як головний Суд Європейської спільноти з вугілля і сталі (з 1958 Суд Європейських співтовариств (СЄС).
Загальний Cуд було створено в 1988 році (відомий як Суд першої інстанції), а Європейський трибунал публічної служби — у 2004 році.
З набуттям чинності Лісабонського договору в 2009 році судова система отримала свою нинішню назву (Суд Європейського Союзу), а сам суд було перейменовано в «Суд» (англ. Court of Justice).

## Функції
Роль Суду полягає у забезпеченні дотримання права ЄС «у тлумаченні та застосуванні» державами-членами.
Для цього Суд виконує такі функції:
- перевіряє законність актів інститутів Європейського союзу;
- забезпечує виконання зобов'язань державами-членами за договорами ЄС;
- інтерпретує право Європейського Союзу на прохання національних судів і трибуналів.

## Склад
Європейський суд справедливості складається з трьох основних органів: 
Суд Справедливости — розглядає справи направлені від національних судів, певні анулювання та апеляції.
Загальний Суд — розглядає анулювання від фізичних і юридичних осіб і в деяких випадках від урядовців ЄС. На практиці це означає, що цей суд займається спірними питаннями, справами з державної допомоги, торгівлі, сільського господарства та торгових марок. 
Трибунал у справах публічної служби — розглядав справи, що стосуються ЄС та його співробітників. Кожен суддя і адвокат взагалі призначається на термін 6 років, спільно з національними урядами. У кожному суді, судді вибирають президента, якого переобирають кожні 3 роки.
До складу суду входить по одному судді від кожної країни ЄС. Таким чином, у Суді представлені національні юридичні системи всіх країн ЄС. Однак з метою підвищення ефективності своєї роботи Суд рідко засідає в повному складі. У Суді також працюють 9 генеральних адвокатів, які виносять вмотивовану точку зору у справах, які розглядаються в Суді.
Роблять вони це публічно і неупереджено. Призначаються спільним рішенням урядів-членів ЄС кожні 3 роки по половині складу. Відповідно для генеральних адвокатів — 4 особи; суддів — 13 і 14. Незаангажованість
суддів та генеральних адвокатів не підлягає жодному сумніву.
Вони мають кваліфікацію та компетенцію, необхідну для призначення на
найвищі юридичні посади у власних країнах. Вони призначаються до Суду ЄС
за спільною згодою урядів країн ЄС на шестирічний термін з правом
повторного призначення.
Звичайно засідання проходять у форматі «Великої палати» з 13 суддів або у форматі палати (колегій) з 5 або 3 суддів.

## Організація роботи суду
Справи подаються на реєстрацію, і за кожною справою закріплюються конкретний суддя та генеральний адвокат.
Далі процедура проходить дві стадії: спочатку — письмову, потім — усну.
На першій стадії всі причетні сторони подають письмові заяви, і закріплений за справою суддя складає звіт, у якому узагальнює ці заяви й викладає юридичні обставини справи.
Потім наступає друга стадія — публічні слухання. В залежності від важливості та складності справи такі слухання проходити перед колегією у складі з трьох, п'яти або тринадцяти суддів або за присутності всього Суду. На слуханнях адвокати сторін представляють справу суддям і генеральному адвокату, які можуть вимагати роз'яснень. Генеральний адвокат виносить своє рішення, після чого судді радяться й повідомляють остаточне рішення. Вони не обов'язково погоджуються з думкою генерального адвокату.
Рішення Суду приймаються більшістю голосів і оголошуються на публічних слуханнях. Інші точки зору, що суперечать загальному рішенню Суду, не оприлюднюються. Кожне рішення публікується в день його оголошення.

## Типи справ, які розглядає Суд
Суд виносить рішення у справах, які він розглядає. Є п'ять найбільш типових справ:
1. преюдиційний запит;
2. позови у зв'язку з невиконанням зобов'язань;
3. позови про визнання рішень недійсними;
4. позови про бездіяльність;
5. позови про відповідальність.

### Преюдиційний запит
Суди у всіх державах ЄС несуть відповідальність за належне впровадження законодавства ЄС на території своєї країни. Але існує ризик того, що в різних країнах суди по-різному можуть тлумачити закони ЄС.
З метою запобігання цьому існує процедура «преюдиційного запиту». Це означає, що якщо національний суд має якісь сумніви щодо тлумачення чи юридичної сили закону ЄС, він може, а іноді і повинен, звернутися за порадою до Європейського Суду. Така порада надається у формі «попереднього рішення».

### Позови у зв'язку з невиконанням зобов'язань
Комісія може ініціювати такий позов, якщо в неї є підстави вважати, що держава — член ЄС не виконує свої зобов'язання відповідно до законодавства ЄС. Такий позов може бути ініційований і іншою державою-членом ЄС.
У будь-якому разі Суд вивчає цю ситуацію і виносить своє рішення. Якщо виявиться, що країна ЄС, яку звинувачують у порушенні, справді припустилася помилки, вона відразу ж повинна виправити ситуацію. В разі, якщо Суд виявить невиконання свого рішення країною-членом ЄС він може накласти на країну штрафні санкції.

### Позови про визнання рішень недійсними
Якщо якась країна ЄС, Рада, Комісія або, за певних умов, Парламент вважають, що конкретний правовий акт ЄС не є правомірним, вони можуть звернутися до Суду з проханням його скасувати. Позови про скасування можуть також ініціювати фізичні особи, які звертаються до Суду з проханням скасувати певний закон, оскільки він безпосередньо та негативно впливає на них.
Якщо Суд вважає, що закон про який йдеться, був прийнятий з порушенням відповідної процедури, або якщо він невірно базується на установчих договорах, він може оголосити його недійсним та таким, що не має юридичної сили.

### Позови про бездіяльність
Установчі договори вимагають, щоб Європейський Парламент, Рада ЄС та Комісія виносили певні рішення за певних обставин. Якщо вони цього не роблять, держави, інші інституції ЄС та, в окремих випадках, фізичні особи і компанії можуть подати скаргу до Суду, щоб це порушення було офіційно зареєстроване.

### Позови про відповідальність
Громадяни або компанії, які зазнали збитків в результаті дій або бездіяльності Співтовариства або його співробітників, можуть подати позов до Суду першої інстанції про одержання компенсації.

## Адреса суду
Boulevard Konrad Adenauer, L-2925, Luxembourg

## Цікаві факти
- Річний бюджет Суду європейського союзу становить 378.190.000 Євро (станом на 2015 рік).
- З 1952 року було розглянуто 31750 справ.
- Суд Європейського союзу налічує близько 5537 службовців.
- Середній вік робітників — 45 років.[9]